# ニューキャッスル (ペンシルベニア州)
ニューキャッスル（英: New Castle）は、アメリカ合衆国ペンシルベニア州の都市。ローレンス郡の郡庁所在地である。人口は2万1926人（2020年）。ピッツバーグ市の北西80キロメートル、ペンシルベニア州とオハイオ州の州境近くにある。ピッツバーグ・ニューキャッスル広域都市圏に属している。肥沃な農業地帯の商業中心にある。

## 歴史

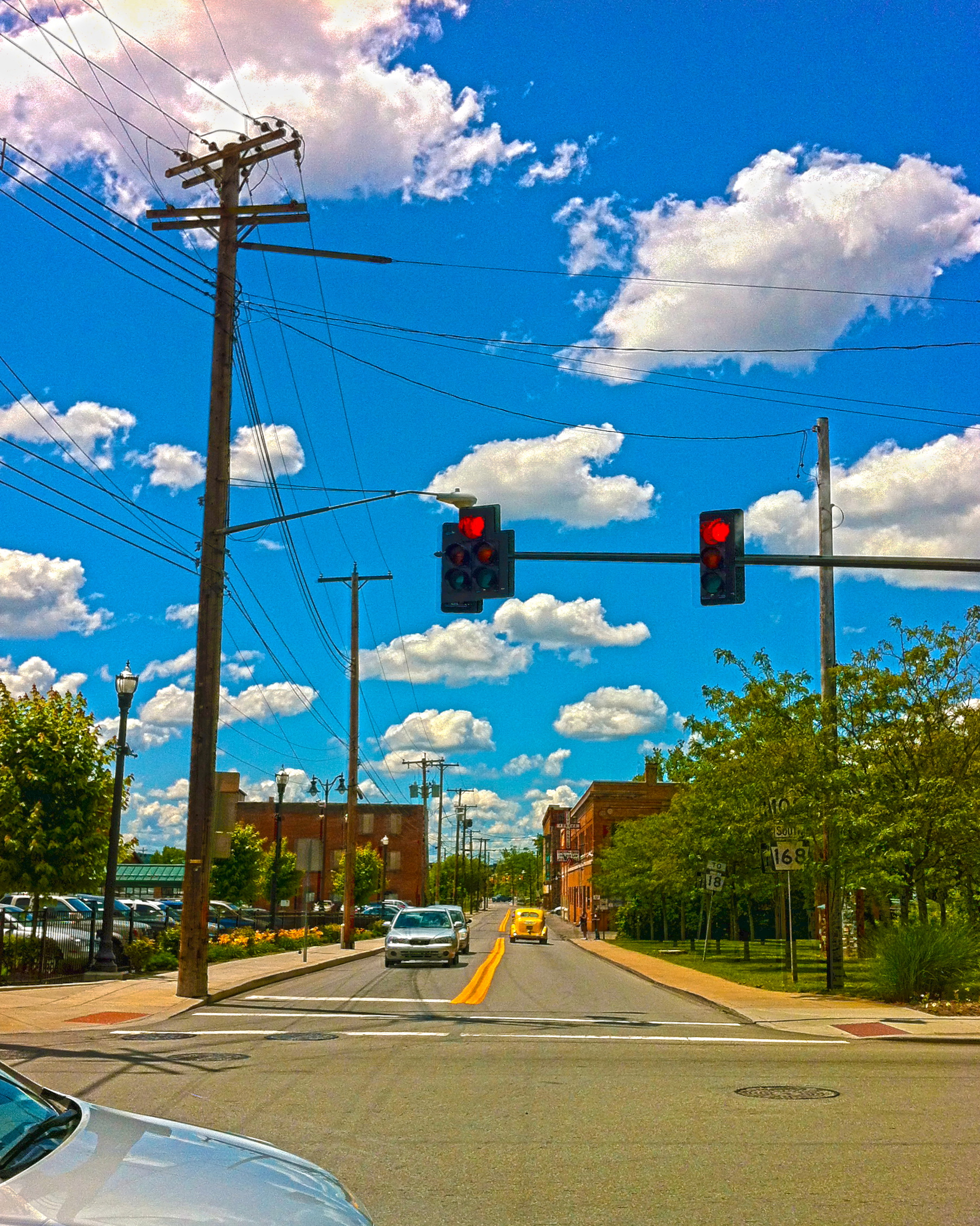
クロトン・アベニューとネシャノック・クリークの間にあるシティ・レスキュー・ミッション

1798年、土木技師のジョン・カーライル・ステュワートがペンシルベニア州西部に旅して、アメリカ独立戦争退役兵のために取って置かれた「寄付用地」の再測量をおこなった。最初の測量ではシェナンゴ川とネシャノック・クリークの合流点、当時はアレゲニー郡に属した土地約50エーカー (200,000 m2) が落とされていたことを、このとき発見した。ステュワートはこの土地を自分の土地であると主張し、1798年4月にニューキャッスルの町となるところの区画を整理した。1849年4月5日、ペンシルベニア州知事がローレンス郡を創設する法案を承認し、アメリカ海軍大佐ジェイムズ・ローレンスに因んで郡名をつけた。ニューキャッスルは1869年に市になり、初代市長はトマス・B・モーガンが務めた。同時の人口は約6,000人に増えていた。
1849年、ペンシルベニア州ミフリン郡からオールドオーダー・アーミッシュの家族集団がニューキャッスルの北、ニューウィルミントンに入植した。その後にオハイオ州ホームズ郡から移住してきた者により、ペンシルベニア州では最大級のアーミッシュの町ができた。現在ニューキャッスルの北にある郡区には約2,000人のアーミッシュが住み、働いている。
19世紀初期に運河の体系が建設され、それが市内を通ったので、ニューキャッスルの事業が繁盛し始めた。輸送施設が使え、原材料の市場に近かったので、多くの製造工場が市内に造られた。運河体系は後に鉄道に補完され、さらに置き換えられていった。鉄道は速度が速く、大量に物資を運べ、年間を通じて利用できた。
1870年代、ニューキャッスルはピッツバーグ・アンド・エリー湖鉄道の主要中心地となった。人口は1890年の11,600人から1900年の28,339人、1920年の38,280人と増えていった。工場や近くにある石灰岩石切場で働くために、特にイタリアからの移民が入ってきていた。イタリア人労働者は、労働者の給与を脅して強奪するブラックハンド社会の餌食になる者が多かった。1907年、地域全体のブラックハンド社会本部が、ニューキャッスルの西数マイルにあるヒルズビルの村にあった。このころのニューキャッスルは国内でも成長速度の高い都市であり、国内最大のブリキ板製造工場が造られたことで、世界のブリキ板の首都になった。ブリキ板産業によって市の繁栄度をさらに加速させた。
1908年、都市間トロリー線であるピッツバーグ・ハーモニー・バトラー・アンド・ニューキャッスル鉄道によって、ピッツバーグ市と結ばれた。製鉄所、製紙工場、鋳物工場、青銅ブッシング工場、自動車組立工場が市経済に貢献した。さらにシェナンゴ・チャイナが商業用陶器を製造し、ドワイト・D・アイゼンハワーやリンドン・ジョンソン各大統領のディナー用食器など、ホワイトハウス用磁器を制作した。他の窯業会社が浴室用設備や産業用耐火材料を製造した。
1920年代、ニューキャッスルは最大の繁栄時期を経験していた。多くの美しい建造物が建設されて市の景観が変わったのがこの時期であり、現在も大聖堂、セントメアリーズ教会、キャッスルトン・ホテルなど、この時代に建設されたものが残っている。ニューキャッスル市はその独自性も確立した。「世界のホットドッグの首都」と「世界の花火の首都」とも呼ばれている。チリ・ドッグは、20世紀初期に移ってきて、家屋と共にレストランを作ったギリシャ系移民の産物である。花火は、S・ビタル・パイロテクニック・インダストリーズとザンベリ・インターナショナルという国際的に知られた2社によってその名声を得た。
1930年代は国内の多くの都市と同様に世界恐慌の影響を受けた。この時期に連邦政府は公共事業促進局と市民保全部隊を設立した。これらの機関が多くの失業者に職を提供した。これらの機関が建設した石壁は、経済の歴史的崩壊の名残として今も残っている。
戦時に産業は一時的な隆盛を見た。1950年、人口は48,834人と頂点に達したが、1990年までに28,224人にまで減少し、ラストベルトの一部になった。
1998年、ヒストリー・チャンネル・グレートレースの開催都市になった。この行事のために15,000人以上の観衆が市中心街に集まった。この年は市の設立200周年でもあり、花火大会には3万人以上の観衆が集まった。
ニューキャッスルで最初の花火製造者はレオポルド・ファゾーニであり、ファゾーニ兄弟花火会社を所有し経営した。1886年にイタリアから移民してきて、ブリキ板製造工場で働いて金を稼ぎ、事業を始めた。ペンシルベニア州では最初の花火製造認定証を発行された。ファゾーニ家と働いた人の中から、ポール・ロッジ、ジェイコブ・コンティ、コンスタンティノ・ビタル、ジョセフ・ザンベリなどが自分の事業を始めた。
近年の経済不況はあるが、市内にはパイロテクニコ・ファイアワークスの本社が残っている。パイロテクニコは世界でも権威ある花火会場のカナダ、モントリオールのラロンドで、2008年ゴールドジュピター賞を受賞した。コンスタンティノ・ビタルは1889年にイタリアで花火制作を始め、ニューキャッスルに移民してそこで1920年代まで事業を続けた。ビタル家の5世代がこの会社を変えてきた。1990年代、社名がポリテクニコに変えられ、花火産業における世界の指導的会社になった。ニューキャッスル市にはザンベリ・ファイアーワークス社もある。この会社も花火産業における世界の指導的会社である。2007年には、カスケードセンター近くにザンベリ・プラザをオープンした。
ローレンス郡庁舎、ノースヒル歴史地区、スコッティッシュ・ライト大聖堂がアメリカ合衆国国家歴史登録財に指定されている。

## 地理
ニューキャッスルは北緯40度58分50秒 西経80度20分40秒 / 北緯40.98056度 西経80.34444度 (40.997325, -80.344556)に位置している。シェナンゴ川にネシャノック・クリークが合流するところにある。
アメリカ合衆国国勢調査局に拠れば、市域全面積は8.6平方マイル (22 km2)であり、このうち陸地8.5平方マイル (22 km2)、水域は0.04平方マイル (0.10 km2)で水域率は0.47%である

## 人口動態
以下は2000年国勢調査による人口統計データである。
| 基礎データ - 人口: 26,309 人 - 世帯数: 10,727 世帯 - 家族数: 6,725 家族 - 人口密度: 1,189.5人/km2（3,082.0 人/mi2） - 住居数: 11,709 軒 - 住居密度: 529.4軒/km2（1,371.6 軒/mi2） 人種別人口構成 - 白人: 76.77% - アフリカン・アメリカン: 20.79% - ネイティブ・アメリカン: 0.11% - アジア人: 0.17% - 太平洋諸島系: 0.01% - その他の人種: 0.30% - 混血: 1.85% - ヒスパニック・ラテン系: 0.76% 先祖による構成 - イタリア系：33.4% - ドイツ系：15.0% - アイルランド系：8.1% - ポーランド系：5.9% 年齢別人口構成 - 18歳未満: 23.8% - 18-24歳: 8.1% - 25-44歳: 26.1% - 45-64歳: 21.3% - 65歳以上: 20.7% - 年齢の中央値: 39歳 - 性比（女性100人あたり男性の人口） - 総人口: 85.3 - 18歳以上: 80.8 | 世帯と家族（対世帯数） - 18歳未満の子供がいる: 27.0% - 結婚・同居している夫婦: 41.2% - 未婚・離婚・死別女性が世帯主: 16.9% - 非家族世帯: 37.3% - 単身世帯: 33.5% - 65歳以上の老人1人暮らし: 17.2% - 平均構成人数 - 世帯: 2.36人 - 家族: 3.01人 収入と家計 - 収入の中央値 - 世帯: 25,598米ドル - 家族: 32,539米ドル - 性別 - 男性: 30,112米ドル - 女性: 20,754米ドル - 人口1人あたり収入: 13,730米ドル - 貧困線以下 - 対人口: 20.8% - 対家族数: 17.1% - 18歳未満: 33.8% - 65歳以上: 11.2% |

## 経済
ニューキャッスル中心街は現在カスケードセンターを中心に再開発が進行している。中心街の通りと側道は19世紀初めの様式に似せて、21世紀初期に再建された。市内のペンシルベニア州道65号線とアメリカ国道224号線という幹線道2本も、2007年初めからその終点が中心街に延伸され、再活性化が進んでいる。
電話マーケティング会社のインフォシジョンが、元ニューキャッスル・ドライグッズ社の建物を改修し、カスケード・ガレリアにあった事務所を移した。この建物は、1980年代後半にトラウトマンの百貨店が閉鎖して以来空室だった。現在はアメリカ合衆国国家歴史登録財に指定されている。現在、桟橋I複合ビルと呼ばれている。
中心街には幾つかの銀行も拠点を構えている。ハンティントン、ファーストメリット、ファーストコモンウェルスの各銀行地域支社やPNC銀行、ファーストナショナル銀行の支店がある。メロン銀行もザンベリ・プラザの通り向かいに支店を持っていたが、ファーストナショナル銀行に売却した。ファーストナショナル銀行は既に中心街に支店を持っていたので、それは閉鎖した。メロン銀行の元駐車場は改修され、現在はカスケードセンターなど中心街企業のための駐車場になっている。

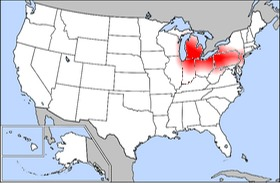
ニューキャッスルと近くにあるピッツバーグはどちらもラストベルトの中心にある

## 姉妹都市・提携都市
- 新城市（日本国愛知県）
1998年（平成10年）11月12日 姉妹都市提携[10]

## 教育

### 公共教育学区
市内の公共教育は主にニューキャッスル地域教育学区が管轄し、他にも幾つかの学区が関わっている。ニューキャッスル地域教育学区はウェストピッツバーグも管轄している。ローレンス郡職業訓練センターも市内にある。中学校は1校、小学校は3校、幼稚園と幼稚園前が各1つある。

### 私立学校
ニューキャッスル市とローレンス郡の全体から、ニューキャッスル・クリスチャン・アカデミーが生徒を受け入れている。この学校はノールヒル歴史地区のアルバート通りのサマー・アベニューからクレン・モア・ブールバードまでにある。幼稚園前から8年生までを教えている。サウスジェファーソン通りとホーム通り沿いにあるセントビタス・カトリック学校もある。

### 高等教育機関
市内から4つの高等教育機関を利用できる。中心街にあるニューキャッスル美容学校、プラスキ・タウンシップにあるニューキャッスル実業学校、市内のジェイムソン看護学校、2008年にユニオン郡区に開校したバトラー郡コミュニティカレッジのローレンス郡分校である。
車で通学可能な4年制大学としては、ビーバーフォールズのジェネバ・カレッジ、グローブシティのグローブシティ・カレッジ、スリッパリーロックのスリッパリーロック大学、ニューウィルミントンのウェストミンスター・カレッジ、ヤングスタウンの中心街外にあるヤングスタウン州立大学がある。ペンシルベニア州立大学もモナカのビーバー・キャンパスとシャロンのシェナンゴ・キャンパスという2つの分校を持っており、車で行ける範囲にある。

## 交通
市内にはニューキャッスル交通局という形態での公共輸送機関がある。市内のバス便と、ピッツバーグ市への1日3便のバスを運行している。
市内を通る幹線道としては州間高速道路376号線、ペンシルベニア州道18号線、アメリカ国道422号線がある。ペンシルベニア州道65号線とアメリカ国道224号線は市内に終点がある。また州道108号線と168号線も通っている。州間高速道路376号線はペンシルベニア州有料道路委員会が管理する有料道路である。州間高速道路80号線や州間高速道路76号線も近い距離にある。
最も近い空港はニューキャッスル市民空港であり、商業便は飛んでいない。商業便であれば、中心街から約42マイル (67 km) にあるピッツバーグ国際空港を利用している。また、ヤングスタウン・ウォーレン地域空港、アクロン・カントン空港、クリーブランド・ホプキンス国際空港も車で行ける距離にある。

## メディア

### 新聞
市内では月曜日から金曜日の午後に発行される新聞「ニューキャッスル・ニューズ」が購読されている。土曜の朝は「ニューキャッスル・ニューズ・ウィークエンド」が発行される。「ピッツバーグ・ポスト・ガゼット」、「ピッツバーグ・トリビューン・レビュー」、「ザ・ビンディケーター」も広く読まれている。

### テレビとラジオ
市内ではピッツバーグとヤングスタウンの放送局から配信されるテレビ番組を視聴できる。ヤングスタウンの方が近いがニールセン・メディア・リサーチからはピッツバーグ・メディア市場に組み込まれている。ラジオはアービトロンからヤングスタウン・ラジオ市場に組み込まれている。ただしピッツバーグ地域のラジオ局の放送は容易に聴取できる。AMラジオ局が2局、FMラジオ局が1局市内で免許を得ている。

## 文化

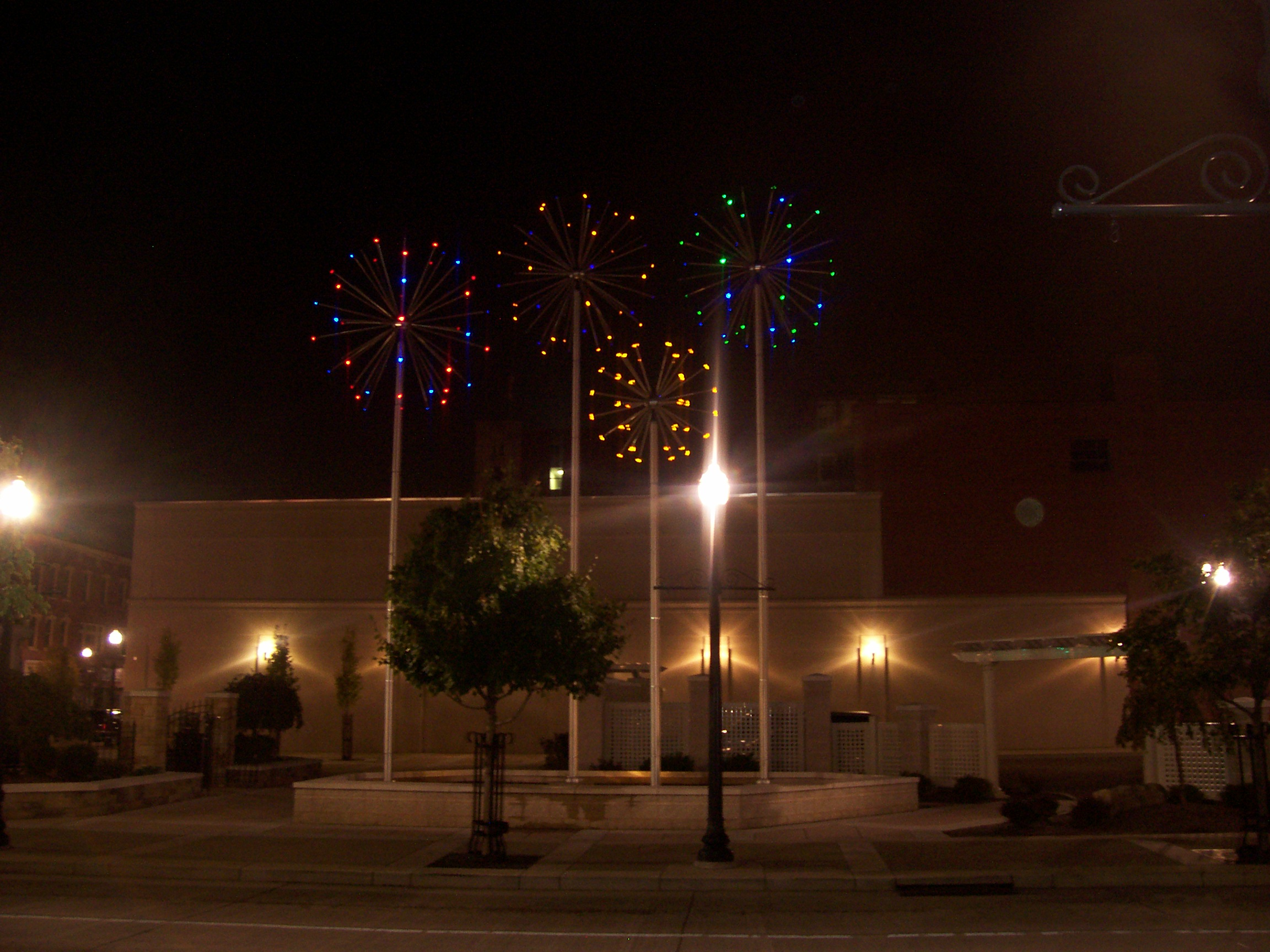
夜のザンベリ・プラザ

ワーナー・ブラザース最初の劇場であるカスケードが1907年に市内でオープンしてから、ワーナー・ブラザースのスタジオの歴史では重要な役割を果たしてきた。この劇場は2006年に改修、再開された。この建物は、その10年前に東ワシントン通り（市内大通りの1つ）近くの側道に壁が剥落して問題視されていた。その後歴史的重要性が認識され、建物が救われた。市当局は元劇場周りの再活性化を計画し、現在はカスケード・センターと呼ばれるようになっている。現在はレストランが2軒、公演会場が1つが入っており、ピッツバーグにあるステーション・スクエアのようなものに変えていく計画である。しかしこちらの再活性計画は鉄道よりも映画に焦点が置かれることになる。
カスケード・センター自体はカスケード・パークから名付けられており、その公園はシェナンゴ郡区のイーストサイド、ペンシルベニア州道65号線沿いの郊外部にある。元はトロリーパークであり、1980年代に歴史的な建物や入口看板を改修して屋外公園に転換された。その意味ではヤングスタウンのイドラパークの運命を避けることができた。この公園では毎年、クラシックカーのショーである「バック・トゥ・ザ・フィフティーズ・ウィークエンド」が開催されている。
コミュニティ劇場のニューキャッスル・プレイハウスはロング・アベニュー沿いにあり、毎年幾つかのショーが開催されている。ヤングスタウンと劇場の多いピッツバーグの間の地域では唯一の劇場である。
近くにあるオールド・プリンストン・スクールはロック・コンサートの会場である。
ニューキャッスルはスリッパリーロック郡区のマコネルズミル州立公園から、またバトラー郡マディクリーク郡区のモレーン州立公園からも近い距離にある。
2011年の映画『スーパー8』で、ニューキャッスルは「世界の花火の首都」と呼ばれている。
ニューキャッスルにはアラビア系アメリカ人が多く、その文化を見て取ることができる。19世紀後半から20世紀初めに市が繁栄した時代に、レバノンやシリアからの多くの移民が入ってきた。その文化は、詰め物にしたブドウの葉、串刺しの子羊肉、キービ、ガーリックソースなどをよく使う料理に特によく見られる。ラストベルトの多くの都市にアラブ系アメリカ人が多いが、ニューキャッスルの場合はシリアからのアラウィ・モスリムが多いのが特徴である。イーストサイドにはモスクもある。

## 著名な出身者
- ジョージ・チップ、プロボクサー、1913年から1914年にミドル級世界チャンピオン
- マット・デサルボ（1980年9月11日-）、メジャーリーグベースボール選手、マイアミ・マーリンズ、ニューヨーク・ヤンキース、アトランタ・ブレーブス
- エドモンド・ハミルトン（1904年10月21日 - 1971年2月1日）、多作なSF小説家、スペースオペラのジャンルが多い
- アイラ・サンキー（1840年8月28日 - 1908年8月13日）ゴスペル歌手、作曲家
- ジャック・ズレンシック、シアトル・マリナーズのゼネラルマネージャー、元はピッツバーグ・パイレーツのスカウト